# アブノーマルチェック
『アブノーマルチェック』は1996年にナムコ（後のバンダイナムコゲームス）から発売されたアーケードゲーム。

## 概要
事前に調査されたアンケートを元に究極の2択問題を出題。それをプレイヤーが解答し解答結果によって「ノーマル（普通の人間）」か「アブノーマル（価値観がずれている人間）」かを診断するゲーム。
『技脳体』や『余命検索サービス X-DAY』などと同じように結果はプリントアウトされる。また、解答結果は筺体に蓄積されるため、場合によっては多数派と少数派が逆転することもある。
筺体の置かれている地域によって出題される問題も変わる。

## ゲームシステム
1. 参加する人数を決める。1人から3人まで参加可能。
2. プレイヤーのデータ（性別、成年か未成年か）を入力する。これにより問題内容が変わる。
3. 次の6つの中から挑戦するコースを決める。
  - 経験:プレイヤーの幼少から現在に至るまでにその経験をしたことがあるかについての診断　（したした！小中学校編・ヤバッ！私生活編・ヤッちゃえ！体験編）
  - 性格:プレイヤーの性格に関する診断　（するする編・そうする編・どうする編）
  - 金銭:プレイヤーの金銭感覚に関する診断　（1万円でスル？編・100万円でスル？編・金が大事？編）
  - 好み:プレイヤーの好み・嗜好に関する診断　（日常的嗜好編・非日常的嗜好編・さわやかエログロ編）
  - 恋愛:プレイヤーの恋愛のありかた、価値観に関する診断　（経験者は語る編・好み＆嗜好編・ヤッちゃう？編）
  - ○○都道府県民の診断:設置店舗の所在地ならではの質問によりその土地の県民性を調べる診断。所在地により問題が変わるため47都道府県のバージョンがある。（レベル1初級編・レベル2中級編・レベル3上級編）
4. 2択問題が出題され10秒以内にA・Bどちらかのボタンを押して答えを選択する。
5. 事前にアンケートした50人の解答と以前にその筺体で蓄積された解答(最大で合計500人まで）の合計が発表されその答えが多数派か少数派か発表される。
6. 多数派を選択した場合は多数派のパーセンテージ×1点が加算。少数派を選んだ場合は減点される。
7. 3ブロック計10問（3問・3問・4問）で獲得した得点によりノーマル・アブノーマル度がそれぞれ10段階×2の20段階で診断・プリントアウトされる。

## 診断結果
プリントアウトされる診断書には以下の項目が記載される。
ノーマルあるいはアブノーマルのランク（上から得点が高い順）・コース別の項目・世間様同意率・逸材度
ノーマル
- Aランク:常識の神様
- Bランク:この街の法律
- Cランク:この街の生き字引
- Dランク:この街の常識
- Eランク:この街の一般人
- Fランク:生まれ持っての小市民
- Gランク:今どきの男の子女の子
- Hランク:一人上手なあんちくしょう
- Iランク:いい意味で個性的
- Jランク:常識的なサル

アブノーマル
- Jランク:君、はじけすぎ
- Iランク:一風変わった人
- Hランク:変！
- Gランク:ああ、黄昏の奇特人間
- Fランク:常識的な女王様
- Eランク:飛び出せ！奇人変人
- Dランク:はっちゃけ！ヘンタイ番長
- Cランク:かっとび！ヘンタイ軍曹
- Bランク:ぶっとび！ヘンタイ将軍（カリブ海風）
- Aランク:アブノーマルの神様

コース別の診断結果
- 都道府県別:あなたの田舎者な瞬間・あなたに相応しい都道府県・この土地に馴染んでる度
- 性格:あなたがついしてしまう事・あなたの隠れ趣味・あなたに相応しい職業
- 恋愛:あなたの殺し文句・あなたに相応しい異性・あなたのベッドでの癖
- 金銭:あなたに相応しい1万円活用法・あなたに相応しい100万円活用法・あなたがお金より尊いと思う物
- 好み:あなたの本当は好きな食べ物・あなたに相応しいニックネーム・明日のウンコ予報
- 経験:小学生時代のあなた・あなたの普段よくする行動・あなたの来世

## 小ネタ
他のナムコのゲームと同様随所に小ネタが見られる。
- プレイヤーの分身となるのは男性はバーコード頭にトランクス姿のオッサン、女性はビキニ姿の金髪女性。
- 全員の解答が多数派になれば喜ぶが少数派になると選んだプレイヤーが首を引っこ抜かれたり忍者に暗殺されるなど少々酷い目にあう。また2人以上のプレーで最終的に一番アブノーマルになった人はかなり酷い目に会ってしまう。
- 最終問題前で背中が見られるがオッサンはシップ（しかも4枚）を貼っている。
- デモ画面に鉄拳シリーズのキャラクターの三島一八＆平八親子がデフォルメされている。